# Tesoro de Cuerdale

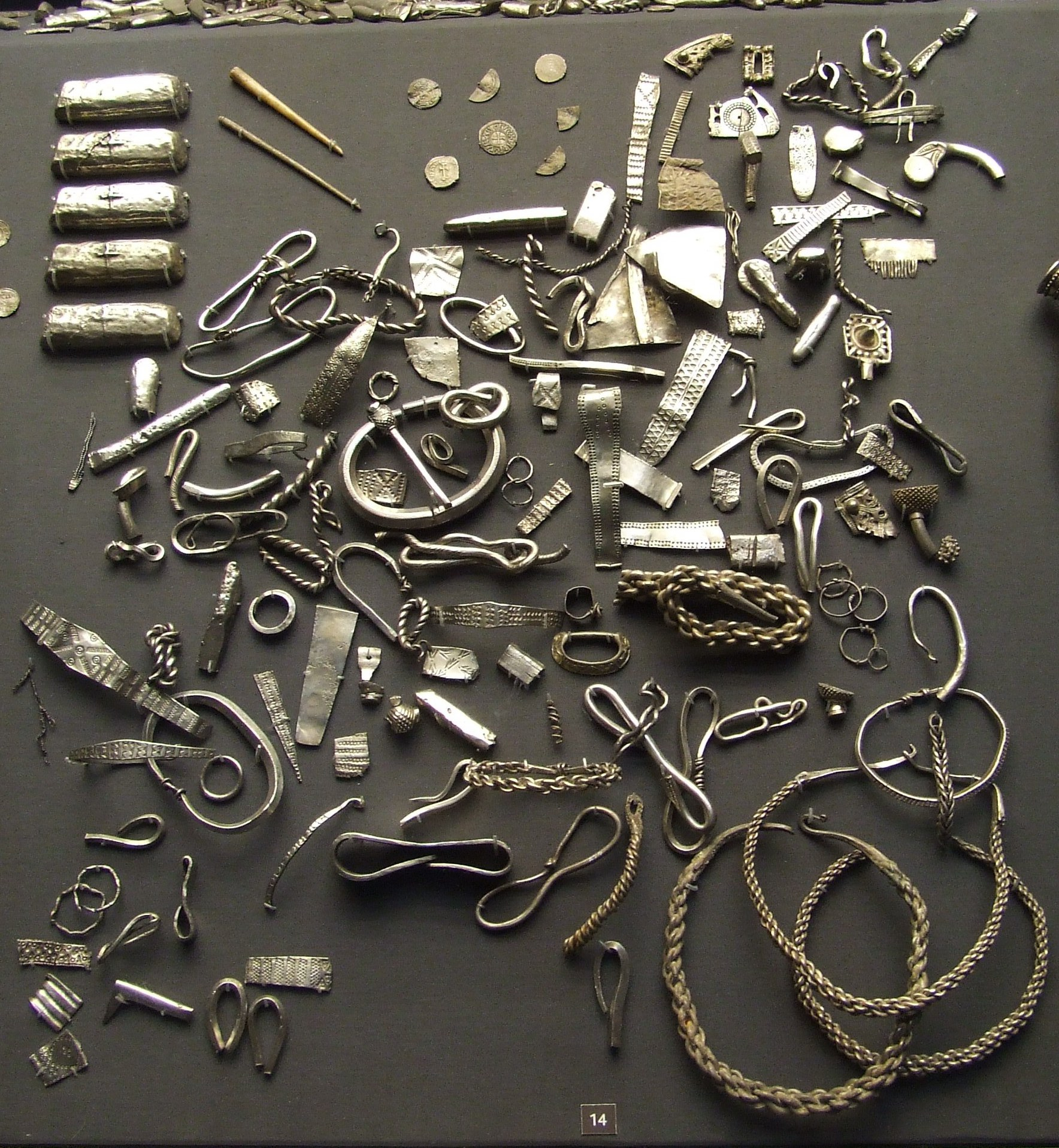
Una selección de artículos de plata del Tesoro Cuerdale exhibidos en el Museo Británico

El Tesoro de Cuerdale es un tesoro de más de 8600 objetos, entre los que se encuentran monedas de plata, joyas inglesas y carolingias, plata en bruto y lingotes. Fue descubierto el 15 de mayo de 1840 en la orilla sur de un recodo del río Ribble, en una zona llamada Cuerdale cerca de Preston, Lancashire, Inglaterra. El tesoro de Cuerdale es uno de los mayores tesoros de plata vikingos jamás encontrados, cuatro veces mayor que su rival más cercano en Gran Bretaña o Irlanda, según Richard Hall. En peso y número de piezas, sólo es superado por el Spillings Hoard encontrado en la Isla de Gotland, Suecia.
Las monedas del tesoro proceden de tres fuentes, representadas en las proporciones 5:1:1. Los reinos vikingos del este de Inglaterra están representados en la mayor parte; las otras dos porciones son de Alfredo el Grande del Reino de Wessex y de monedas de fuentes extranjeras, que incluyen el Imperio Bizantino, Escandinavia, el  Califato islámico, los Estados Pontificios, acuñaciones del norte de Italia y del Imperio Carolingio, muchas de las últimas de Aquitania quizás, según sugiere Richard Hall, adquiridas allí en las incursiones vikingas del año 898.

## Descubrimiento
El tesoro fue encontrado por un grupo de trabajadores que reparaban el terraplén del río. Estaba en una caja de plomo, lo que demuestra que el tesoro había sido dividido en pequeñas bolsas o paquetes. Tras su descubrimiento fue rápidamente recuperado por los bailíos del terrateniente, asegurándose de que permaneciera unido, aunque los obreros consiguieron quedarse con una moneda cada uno. El resto fue declarado tesoro escondido y entregado a Reina Victoria como Duque de Lancaster.
El Ducado lo cedió al Museo Británico de Londres, donde la mayor parte permanece en la actualidad. Unos 60 objetos seleccionados del tesoro se conservan y exponen en el Museo Ashmolean de Oxford. Algunas monedas acuñadas en Quentovic en el norte de Francia (posiblemente cerca de la actual Étaples) se encuentran en el Château-musée de Boulogne-sur-Mer.

## Orígenes

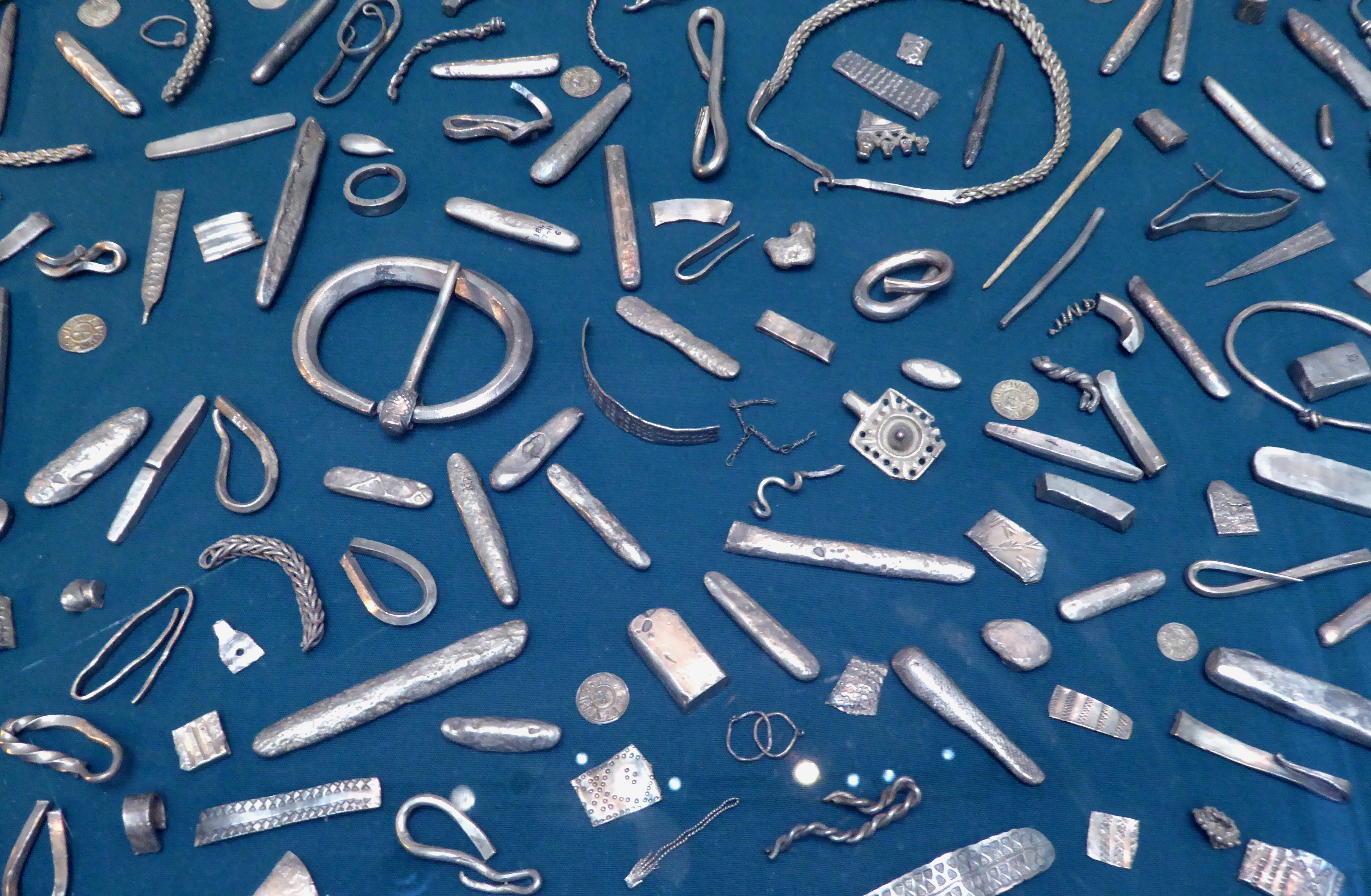
Otro lote en el Museo Británico

Se cree que las monedas fueron enterradas entre el 903 y el 910, poco después de que los vikingos fueran expulsados de Dublín en el 902. En esta época, el Ribble Valley era una importante ruta vikinga entre el Mar de Irlanda y York. La presencia de un gran número de monedas recién acuñadas de pueblos nórdicos de York y de grandes cantidades de Irish nórdicos hace pensar a los expertos que podría tratarse de un cofre de guerra perteneciente a los exiliados nórdicos irlandeses que pretendían reocupar Dublín desde el Estuario del Ribble, pero también ha habido muchas otras teorías sobre su propiedad y propósito.

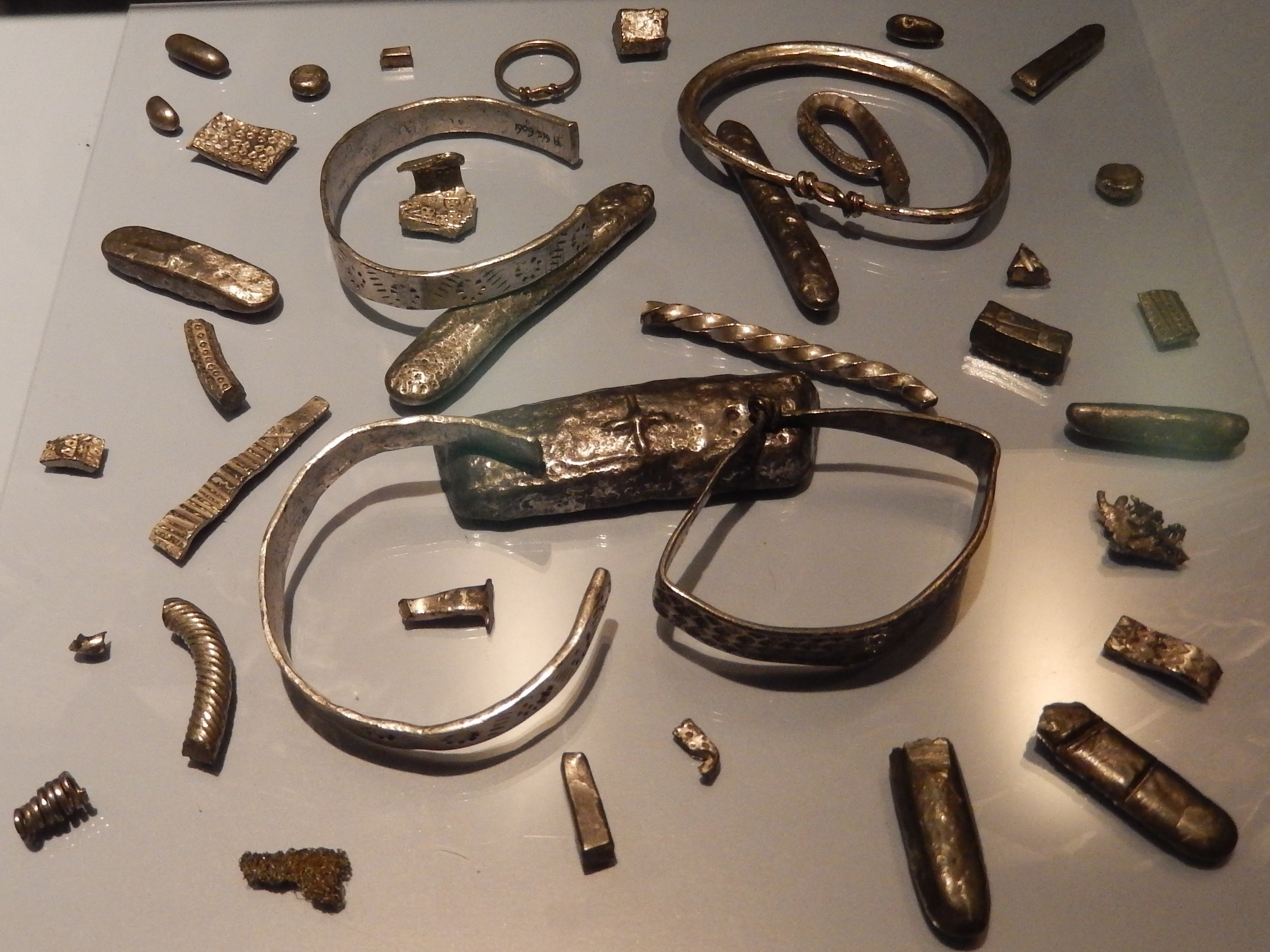
Una selección el en Museo Ashmolean

En 1966 el numismático M. Banks sugirió que el tesoro ni siquiera fue enterrado por los vikingos, aunque era un tesoro vikingo, o gran parte de él lo era. Banks sugirió que el tesoro de Cuerdale podría haber sido un regalo para las iglesias inglesas que sufrían persecución en las zonas llamadas Danelaw que estaban ocupadas por paganos. Vikingos. Dado que muchas de las monedas fueron aparentemente acuñadas al otro lado del Canal, dijo Banks, probablemente fueron una contribución de los francos cristianos a sus hermanos ingleses.
Son muchos los misterios que rodean el hallazgo de Cuerdale. Todavía no se ha realizado ninguna investigación arqueológica en el emplazamiento de Cuerdale Hall. Dicha investigación podría revelar por qué el tesoro fue enterrado en ese lugar. La orientación de la antigua sala y de los caminos y campos hacia el sur sugiere que existía un vado o puente cerca del actual emplazamiento de Cuerdale Hall. Rob Curedale, un descendiente de la familia De Keuerdale, propuso una teoría alternativa según la cual el tesoro fue enterrado por Sir Thomas de Molyneux, quien ocupó Cuerdale Hall y levantó un ejército de varios miles de personas con ayuda de la nobleza irlandesa para apoyar a Ricardo II.[cita requerida] El tesoro podría tener varios cientos de años cuando fue traído desde un lugar desconocido de Irlanda por orden de Ricardo II y enterrado en Cuerdale.
Otras teorías incluyen que la plata estaba destinada a una fábrica de fundición en los alrededores.[cita requerida] Los restos de las fortificaciones y el foso sugieren que un edificio más grande ocupaba el lugar actual de Cuerdale Hall.

## Folklore
La existencia del tesoro puede haber sido conocida mucho antes de su eventual redescubrimiento. Una tradición local de Preston decía que cualquiera que se situara en la orilla sur del Ribble en Walton-le-Dale, y mirara río arriba hacia Ribchester, estaría a la vista del tesoro más rico de Inglaterra. El casco de Ribchester había sido encontrado como parte de un tesoro romano en 1796.

## Contextos
La presencia de los vikingos puede apreciarse hoy en día en Preston a través de numerosos topónimos. El tesoro de Cuerdale es un ejemplo de la rica arqueología que existe en torno a la zona de Preston e incluye pruebas de la prehistoria y de la importante historia de la Romana.
El tesoro fue el número 9 de la lista de hallazgos arqueológicos británicos seleccionados por los expertos del Museo Británico para la BBC Television de 2003 documental Nuestros diez mejores tesoros presentada por Adam Hart-Davis.

## Informe original
A la Real Sociedad Numismática

Publicado en 1841
En la tarde del 15 de mayo de 1840, unos obreros que trabajaban en la reparación del terraplén sur del río Ribble, cerca de Curedale Hall, y a unas tres millas de Preston, se vieron gratamente sorprendidos por el descubrimiento de un tesoro escondido, que durante muchos siglos había permanecido inhumado en ese delicioso y apartado valle a tres pies de la superficie del pasto, y a unas treinta yardas de la orilla del río. Habiendo sido removida previamente una porción de tierra bajo el lugar donde yacía el tesoro, la caja de plomo, que se encontraba en un estado corroído, fue aplastada en pedazos por la caída, ayudada por el peso de la tierra superincrustada, y reveló sus extensos y variados tesoros ante la mirada atónita de los obreros, que inmediatamente lanzaron un grito simultáneo. Esto atrajo la atención de la cierva de Curedale Hall, que se apresuró a llegar al lugar y encontró a los obreros reunidos alrededor del tesoro en el acto de la lucha general, cada uno de los cuales se esforzaba por obtener la mayor parte del botín. Sin embargo, la cierva no perdió tiempo en informarles de que debían devolver la propiedad, añadiendo que las piezas de metal eran probablemente de estaño o de soldadura y, en consecuencia, de poco valor, y que las monedas no parecían ser más que fichas de estaño. Ante esto, la mayor parte no fue embolsada y, una vez reunida, el tesoro fue llevado a la sala, depositado en una tina de agua y bien lavado con un abedul, y al día siguiente depositado en el viejo banco de Preston. William Asheton Esq., ahora en Florencia, es el dueño de la propiedad donde se hizo el descubrimiento. Los lingotes de plata, los anuletos, las cadenas y anillos para el cuello y otros adornos, pesan alrededor de sesenta y tres libras, mientras que las monedas, incluyendo la caja de madera en la que están encerradas y una parte de los fragmentos de la caja de plomo, la cierva me dice que pesa doce libras, siendo aproximadamente la mitad del peso dado en los documentos. Una parte de las monedas y otras antigüedades aún permanecen en la sala para la inspección de los visitantes, mientras que se afirma que algunas de las reliquias de los días pasados han llegado a manos de particulares; y esto no es improbable, ya que se dice que varias piezas, mediante un rascado diligente, han sido recogidas del suelo desde que el grueso fue trasladado al banco.
Si se puede juzgar el conjunto a partir de las expuestas en la sala, y de los moldes tomados de algunas de las monedas en posesión del agente del señor Asshetons, debo decir que no más de un tercio son anglosajonas, siendo el resto extranjeras, principalmente francesas, con probablemente una mezcla de monedas prelaticias de otras partes del continente, y algunas incluso con caracteres similares a los de las monedas cúficas, descritas en un último número de su interesante crónica.
Las monedas anglosajonas son principalmente de San Eadmund, Alfredo, Eduardo el Viejo y Athelstan; y como el último monarca nombrado murió en el año 941, las monedas han estado probablemente enterradas durante un período de unos nueve siglos. También he visto un penique de Plegmund, arzobispo de Canterbury, de un tipo similar al de la lámina X11.fig.4., Ruding; este último, sin embargo, se dice que fue encontrado cerca de Ribchester. Apenas dos de los peniques eclesiásticos de San Eadmund tienen el mismo reverso, y la mayoría de ellos son probablemente inéditos, así como el medio penique de San Eadmund, del que sólo he visto un ejemplar. En cuanto a las monedas de Alfredo aparecen varios tipos, y uno en particular, que parece inédito; su hermoso reverso no se encuentra, creo, en ninguna moneda anglosajona figurada por Ruding; está en posesión de la cierva de Curedale Hall. Se encuentran varios nombres de emisores, que no se encuentran en la lista de Ruding. Sin embargo, la más rara de las monedas de Alfredo es su medio penique, cuya existencia no se conocía hasta ahora (un coleccionista de Londres obtuvo un ejemplar antes de que se descubriera este tesoro), del que se me ha mostrado un molde con el nombre del emisor, Aberht, y otro ejemplar con el monograma de Londres en el reverso. Con respecto a los centavos de Alfredo, se puede observar que el mayor número parece ser del tipo sin el retrato y el lugar de acuñación. Del tipo Oxford hay relativamente pocos ejemplares, y muchos menos aún de los que llevan el retrato. De los peniques de Eduardo el Viejo que llevan el retrato sólo he visto dos; están bien conservados, pero difieren materialmente en la forma de la cabeza de los que Ruding asignó a este monarca. De los peniques de Athelstan no he visto ni oído hablar de ninguno que lleve el busto.
Las monedas francesas son de Charles le Chauve, Louis le Begue, etc., y hay varias con nombres de ciudades, entre las que se pueden mencionar Bourges, Evreux, Limoges, Orleans, Quentin, Toulouse y Tours, y algunas de ellas en denominaciones más pequeñas que las habituales. Una, de Toulouse, lleva en el anverso "Oddo Rex". También hay varias monedas, que no he podido identificar satisfactoriamente, que llevan en una de sus caras "Cunnetti", y otras de tipo y estructura casi similares, con "Siefredus Rex", "Mirabilia fecit", etc.
La propiedad del inmueble no está decidida, y probablemente se convertirá en una cuestión entre la Corona y el Sr. Assheton, ya que los agentes de ambas partes han presentado sus respectivas reclamaciones.

(Cortesía del Treasure Hunting Magazine)

El "Cuerdale Hoard", como se le conoce, fue encontrado el 15 de mayo de 1840 por obreros en Hall Farm, Cuerdale, un total de 1000 onzas (31 kg) de lingotes de plata y 7000 monedas anglosajonas. Depositadas entre 903 y 905 d.C.
La tradición local era clara e insistente. Cualquiera que se situara en la orilla sur del río Ribble, en Walton le Dale, y mirara río arriba hacia Ribchester, estaría a la vista del tesoro más rico de Inglaterra. Nadie sabía cómo se había originado la tradición ni su antigüedad. Nadie sabía en qué podía consistir el tesoro, ni dónde podía estar precisamente. Los escépticos, naturalmente, se burlaban, sobre todo cuando los adivinos se paseaban por las praderas de la ribera, con ramitas de avellano, ramas de sauce y cadenas de plata en las manos. Un día de 1810, según se cuenta, un agricultor aró dos veces sus surcos con la esperanza de encontrar un tesoro enterrado. Su recompensa no fue más que una cosecha más pesada ese otoño. Hasta aquí la tradición local. Pero una tarde de mayo de 1840 la antigua ficción se convirtió en realidad.
Era una primavera húmeda en el noroeste y los prados a lo largo del Ribble estaban empapados de lluvia. El 15 de mayo, un grupo de obreros volvía a casa caminando por los campos de Hall Farm, en Cuerdale, en las afueras de Preston.
En un punto se encontraron con una gran masa de tierra anegada que se había deslizado hacia el río, dejando una grieta abierta en la tierra a unos veinte metros por encima del agua. En la grieta yacían los restos de un cofre de madera, dentro del cual había una caja de plomo que se estaba desintegrando. Cuando se retiraron la tierra y los fragmentos de madera y plomo, quedó un tesoro que incluía unas mil onzas de plata en piezas y lingotes rotos, y más de siete mil monedas de plata.
Desde el día de su descubrimiento, el tesoro de Cuerdale ha desconcertado a los numismáticos. Incluso la datación resultó difícil, sobre todo porque muchas de las monedas eran desconocidas o extremadamente raras. Sin duda, las más desconcertantes eran unos 3.000 peniques de plata acuñados para un rey llamado Cnut. En el reverso muchas llevan la palabra Cunnetti, aparentemente el nombre de la ciudad donde se acuñaron las monedas, pero que no se puede identificar. Algunos numismáticos creen que pudo ser Chester-le-Street, en el condado de Durham. Otros han sugerido Cuneet, un pueblo de Shropshire mencionado en el Libro de Domesday, o Cunetio, actual Marlborough, en Wiltshire. Incluso se ha sugerido el puerto de Quentovic, en la desembocadura del río Canche, en el norte de Francia, ya que algunas de las monedas de Cuerdale llevan ese nombre en varias formas y el puerto estuvo a menudo en manos vikingas.
'Otra sugerencia es que Cunnetti podría significar "pueblo de Cnut", y que la inscripción "Cnut, rey de Cnut Rex Cunnetti" significa simplemente "Cnut, rey del pueblo de Cnut". Otra sugerencia ingeniosa es que el nombre Cnut puede ser un acróstico, las iniciales de las palabras latinas "Christus Nostrum Ubique Triumphans", que significa "Nuestro Cristo (está) triunfante en todas partes".
Tal y como se desprende de estas sugerencias, quién fue Cnut, dónde reinó o, incluso, si existió, son conjeturas. Otras inscripciones en las monedas del tesoro de Cuerdale que resultan igualmente desconcertantes son Siefredus, aparentemente el nombre de un rey, y dos topónimos de ciudades en las que podrían haberse acuñado monedas, Orsnaforda y varias versiones de Ebraice. Es posible que Siefred fuera un conde vikingo que sucedió a Cnut como líder de los daneses en Yorkshire, aunque tampoco se puede identificar con certeza. Orsnaforda se ha identificado provisionalmente como Oxford o Horsforth, en Yorkshire, y Ebraice como York o Evreux, en el norte de Francia, pero estas atribuciones son poco más que conjeturas optimistas.
Hay muchas opiniones y especulaciones sobre el propietario original del tesoro y las circunstancias en las que fue enterrado. No voy a molestar a los lectores con estas vagas conjeturas, sino que voy a consultar la historia de los tiempos agitados en los que la propiedad en cuestión parece haber sido ocultada. Encontramos que en el reinado de Athelstan, Northumbria, se encontraba en un estado muy perturbado, que el rey de los escoceses, buscaba ansiosamente liberarse de su dependencia del monarca inglés, y que, con este fin, entró en alianza con Howel, rey de Gales; y aunque el poderoso ejército de Athelstan era irresistible, que Anlaf poco después hizo un intento desesperado de reconquistar los dominios de Northumbria. Se libró la célebre batalla de Brunanburgh, y se afirma que nunca antes se había conocido una carnicería semejante en Inglaterra. ¿No parece probable, entonces, que algún poderoso jefe norumbriano, contando con los numerosos y resistentes aliados de Anlaf, depositara sus bienes en este solitario lugar, para servir bajo los estandartes del valiente danés, y de cuya expedición nunca regresó? Athelstan salió victorioso, y a él le corresponde la gloria de haber establecido lo que desde entonces se ha llamado el reino de Inglaterra.
Las donaciones caritativas de los tres predecesores inmediatos de Athelstan a las iglesias de Inglaterra, dieron lugar a una relación entre los ingleses y los británicos transmarinos, que todavía lamentaban su destierro de la tierra de sus padres; y cuando los normandos, bajo Rollo despoblaron Bretaña, muchos de los nativos buscaron y obtuvieron un asilo bajo la protección de Athelstan. Edgiva, la hermana del monarca inglés, era también la consorte del rey francés, Carlos el Simple. La circunstancia de que existiera una relación amistosa entre los dos países puede explicar la introducción de la inmensa cantidad de monedas francesas que se encuentran en este tesoro.
Joseph Kenyon

Preston, 10 de junio de 1840.